# Jeffrey Pollack
Jeffrey Pollack (Fort Lee, 1965) è un imprenditore statunitense.
La sua attività lavorativa di maggior rilievo, ad oggi, è stata quella di commissario generale delle World Series of Poker.
Pollack ha conseguito una laurea in giornalismo presso la Northwestern University. In seguito ha ricevuto anche due Master, il primo dei quali presso la The Graduate School of Political Management ed il secondo alla University of Massachusetts Amherst. In seguito, Pollack ha completato il programma avanzato di amministrazione (Advanced Management Program) alla Harvard University. Il suo primo lavoro è stato quello di consulente politico. Dopodiché, ha lavorato come vicepresidente alla Winner & Associates. Prima di entrare alla Caesars Entertainment Corporation e di lavorare come commissario delle World Series Of Poker, Pollack ha ricoperto ruoli di rilevanza alla NASCAR e anche in NBA .
Pollack ha vinto due Emmy Awards. È sposato e risiede sia a Los Angeles, sia a Las Vegas. Il suo fratellastro è Gary Bettman, il commissario della National Hockey League.

## Inizio carriera
Nel febbraio del 1994, all'età di 29 anni, Pollack ha fondato The Sports Business Daily, questo fu il primo quotidiano nella storia del business sportivo. Pollack plasmò il concetto di business sportivo nel giornale politico The Hotline. Doug Bailey, il fondatore di The Hotline's , fu il partner di Jeffrey Pollack in questa iniziativa. Sotto la presidenza di Pollack, The Sports Business Daily ha guadagnato una solida reputazione nel settore. In seguito, nel 1996, il giornale fu venduto, affermatosi come rivista leader nel settore business sportivo." The Sports Business Daily ha, inoltre, fornito alla ESPN il materiale per la rubrica SportsZone "Industry Insider".
La carriera di Pollack in NBA è cominciata quando è stato ingaggiato come consulente di comunicazione. Pollack è stato consulente del commissario NBA David Stern ed ha aiutato a progettare il rilancio della strategia dopo il lock-out del 1998/1999. Come risultato di queste attività, Pollack è stato assunto come vicepresidente al marketing e alle comunicazioni per la NBA
Pollack è stato anche amministratore delegato per le comunicazioni alla NASCAR Digital Entertainment. incoraggiando l'utilizzo di media tecnologici. È sotto la sua presidenza, che la NASCAR è cresciuta diventando una grande manifestazione sportiva. È stata dello stesso Pollack l'idea di adottare le Camera-car per la NASCAR. Pollack ha vinto due Emmy Awards: un Primetime Emmy per gli straordinari risultati ottenuti nella programmazione televisiva interattiva ed uno Sports Emmy per le innovazioni tecniche introdotte. Pollack ha soprattutto aiutato a far crescere la NASCAR come evento televisivo (oltre che come evento sportivo) assicurando i diritti televisivi alle maggiori emittenti americane come Fox, FX, NBC e TNT.

## World Series of Poker
Le World Series of Poker (conosciute anche con l'acronimo di WSOP) sono l'evento di poker sportivo numero uno al mondo per numero di partecipanti, entità del premio e per la storia dell'evento. Infatti il vincitore del Main Event è, per convenzione, il campione del mondo. Oggi il poker è il gioco di carte più popolare negli USA, con più di 65 milioni di persone che lo praticano. Negli Stati Uniti, il numero di giocatori di poker supera quello dei praticanti di golf, tennis e biliardo messi assieme.
Nel 2005, l'Harrah's Casino ha assunto Pollack come vicepresidente al Marketing. Non appena fu ingaggiato, alcune persone sparalrono di Pollack dicendo che "stava attraversando il mondo del poker per la sua strada dalla NASCAR verso un posto alla Major League Baseball". Il suo primo compito all'interno del casinò è stata l'organizzazione delle World Series del 2005. Le prime impressioni dei giocatori su di lui si formarono durante il Tournament of Champions (ToC) del 2005 (il torneo ad inviti di contorno alle WSOP). Questo evento è stato sponsorizzato dalla Pepsi, che stava iniziando una campagna pubblicitaria che coinvolge alcuni dei più vincenti e famosi giocatori al mondo come Doyle Brunson, Johnny Chan e Phil Hellmuth. La Pepsi aveva insistito sul fatto che i tre giocatori avrebbero partecipato sia al ToC, sia alle WSOP e ottenne la sponsorizzazione. Pollack è stato pesantemente criticato, anche per aver preso la decisione di concedere la sponsorizzazione degli eventi alla Pepsi all'ultimo momento, ma ha affrontato le critiche a testa alta senza lasciarsi influenzare.
Il 13 gennaio 2006, Pollack è stato promosso a commissario generale delle WSOP. Uno dei suoi primi impegni come commissario generale è stato quello di adoperarsi per evitare le critiche nei confronti del ToC. Pollack ha iniziato ad incontrarsi con un gruppo di PPP in alcune riunioni mensili. Daniel Negreanu è rimasto impressionato dal suo primo incontro con Pollack, che disse che il poker professionale è "una situazione unica, come con i giocatori NBA sono pagati, così i giocatori di poker aumentano il loro denaro."

### Marketing
Pollack è conosciuto per il suo marketing "aggressivo". Da quando è diventato commissario generale delle WSOP, ha stipulato sponsorizzazioni con la ESPN, Glu Mobile, AOL e altre aziende di grande importanza negli USA. Una volta a Pollack è stato chiesto se i poker pro dovessero iniziare a vestire tute ricoperte di annunci, in stile NASCAR. Lui rispose che "Questo è possibile. Finché rispetteranno le linee guida, i giocatori potranno sponsorizzare aziende quanto e come desiderano".
Pollack ritiene che la chiave del successo delle World Series consista nelle tradizioni nella storia che la manifestazione ha alle spalle. Vuole fare di più per onorare i grandi campioni del passato: "Io voglio usare il nostro passato, la nostra storia, il nostro DNA come punto di partenza per il nostro lungo viaggio." "Le WSOP sono già l'evento n°1 nel poker, ma noi lo faremo diventare più forte con alleanze di marketing strategico, contratti televisivi ed un servizio clienti di qualità"
Quando i giornalisti hanno chiesto come le WSOP possano competere con il World Poker Tour o con il Professional Poker Tour, Pollack li ha semplicemente cacciati via. “Ormai i giocatori misurano la loro forza sulla base dei Braccialetti delle World Series of Poker," ha fatto notare, "non dalla quantità di denaro che hanno vinto. Ed il nostro torneo è l'unico modo di ottenere un braccialetto. Se i giocatori di poker sono intenzionati ad entrare nella storia e nel patrimonio di questo gioco, noi siamo la loro unica scelta.”

### Cambiamenti delle WSOP
Pollack crede che il successo di un'edizione non si misuri dal numero di partecipanti, ma piuttosto dalle esperienze che giocatori vivono durante un'edizione.
Per esempio, nel 2007 le WSOP hanno cambiato ed "appiattito" la struttura di assegnazione dei premi. I primi in denaro sono stati assegnati più uniformemente, in questo modo chi è uscito prima ha guadagnato di più rispetto alle edizioni precedenti, mentre che è arrivato al tavolo finale ha vinto meno rispetto agli altri anni.
Per affrontare le denunce di carte truccate (o segnate) che diventavano sempre più frequenti, le WSOP hanno stipulato un contratto con la United States Playing Card Company (USPC) che introdusse un nuovo mazzo di carte specifico per questa occasione. I nuovi mazzi venivano aperti ogni giorno ad ogni tavolo dal dealer davanti a tutti i giocatori, per garantire la massima trasparenza. Nel 2005, la Copag (una compagni brasiliana produttrice di carte da gioco) ha fornito carte fragilissime che si rompevano durante l'evento con l'inevitabile risultato che le carte diventavano segnate.
Le capacità dei dealer delle WSOP sono anche state criticate durante alcune edizioni, per far fronte a questo problema, le World Series iniziarono una serie di "allenamenti" per dealer che sono iniziati dal mese di marzo del 2007: vi hanno partecipato in più di 300. La formazione riguardava anche il personale addetto alla sicurezza. Un altro motivo che spinse Pollack ad istituire gli allenamenti per i dealer, è stato quello di evitare la ripetizione dello scandalo del main event del 2006 durante il quale si sono "materializzate" delle chips extra. Nel 2006, infatti il torneo finì con più fiche rispetto a quelle con le quali era iniziato. Dal 2007, è stato deciso anche di introdurre delle nuove fiche che, però, causarono altre controversi perché erano state progettate talmente male che i giocatori non riuscissero a riconoscere i diversi valori.

### Dimissioni
Il 13 novembre 2009, Pollack ha annunciato attraverso il suo account di Twitter di aver rassegnato le sue dimissioni come commissario delle World Series of Poker.